# Playhouse Theatre

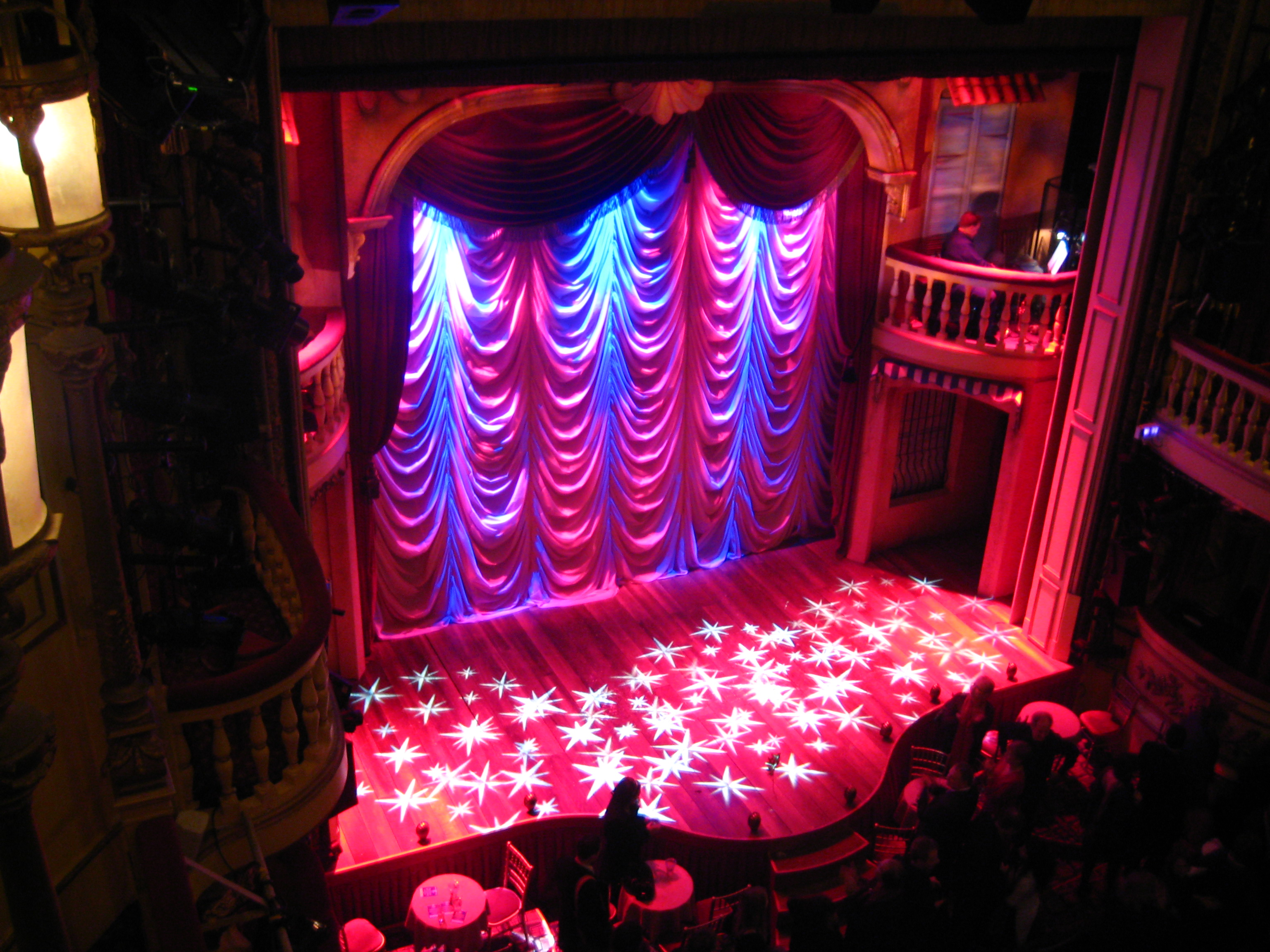
La vista sul palco dalla seconda balconata (2010)

Il Playhouse Theatre è un teatro sito nella città di Westminster del West End di Londra. Il teatro, progettato da F. H. Fowler e Hill, aprì nel 1882 e fu successivamente ricostruito nel 1907. Dopo il restauro la capacità del teatro diminuì da 1200 a 786 posti, disposti su tre livelli.

## Storia
Il teatro fu fatto costruire dall'impresario Sefton Henry Parry e aprì al pubblico l'11 marzo 1882 con il nome di Royal Avenue Theatre. Il teatro fu inaugurato con un allestimento dell'opera comica di Jacques Offenbach Madame Favart, a cui seguirono anni di programmazioni di operette, burlesque, farse e varietà. Il teatro ospitò anche diversi successi di Arthur Roberts, stella della music halls. A partire dalla fine del XX secolo il teatro cominciò ad offrire una programmazione di carattere più drammatico. Nel 1894 uno dei primi successi di George Bernard Shaw, Arms and the Man, fece il suo debutto proprio in questo teatro, interpretato dall'attrice Florence Farr. A cavallo tra otto e novecento l'attrice Gladys Cooper si occupò della gestione del teatro.
Nel 1905 il teatro fu chiuso per essere ricostruito su progetto di Blow e Billerey; i lavori furono interrotti dal crollo del soffitto della stazione di Charing Cross, un incidente che costò la vita a tre persone nella stazione e a due operai nel teatro. Il teatro fu riaperto il 28 gennaio 1907 con il nome di Playhouse Theatre e una capacità ridotta a 679 posti a sedere. Nel 1919 la commedia di W. Somerset Maugham Home and Beauty debuttò proprio al Playhouse, mentre nel 1934 Alec Guinness fece il suo esordio sulle scene londinesi sul palco del teatro. Nel 1951 la gestione del teatro passò alla BBC, che lo trasformò in uno studio di registrazione per performance dal vivo. Sotto la gestione della BBC, il teatro ospitò esibizioni dei KISS, Queen, Led Zeppelin, The Who, The Beatles, Pink Floyd e dei Rolling Stones. Il teatro restò della BBC fino al 1976, quando fu chiuso e rimase inoccupato per un decennio.
Il teatro fu fatto ristrutturare seguendo il progetto originale del 1907 dall'impresario Robin Gonshaw e riaprì nell'ottobre 1987 con il musical Girlfriends. Nel 1991 il teatro ospitò la stagione del regista Sir Peter Hall e diverse produzioni di successo, tra cui La rosa tatuata di Tennessee Williams con Julie Walters e Il tartufo di Moliere con Felicity Kendal. Il seminterrato del teatro fu convertito in un ristorante, lo Shaws, ma l'attività registrò poco successo e chiuse in poco tempo per essere riconvertita in un bar. Nel 1992 il teatro fu acquistato da Ray Cooney, che vi mise in scena la sua farsa It Runs in the Family. Ad essa seguì un apprezzato adattamento di Jane Eyre ad opera di Fay Weldon e con Tim Pigott-Smith nel cast (1993). Nel 1996 il teatro fu acquistato da Patrick Sulaiman Cole, che ottenne un grande successo di critica e pubblico con un revival di Casa di bambola con la regia di Anthony Page e Janet McTeer nel ruolo di Nora. Sempre nel 1996 il teatro fu chiuso per ristrutturazioni ad opera dell'English Heritage. Dopo alcune messe in scena stroncate dalla critica, il teatro cominciò ad ospitare produzioni esterne delle compagnie dell'Almeida Theatre e di Cheek by Jowl.
Nei primi anni duemila il teatro fu acquistato da Ted e Norman Tulchin, sotto la cui direzione ottenne altri successi di pubblico e critica con apprezzati allestimenti di Vincent in Brixton (2003) ed Hedda Gabler con Eve Best (2005). Nel nuovo millennio il teatro è tornato a ospitare anche allestimenti di musical, tra cui The Rocky Horror Show (2006; 2015-2016), La cage aux folles (2008-2010), Spamalot (2012-2014) e Caroline, Or Change (2018). Nel 2013 il teatro è passato di proprietà all'ATG. Nell'autunno 2019 il teatro è stato preso in gestione dal regista Jamie Lloyd per la sua stagione teatrale che comprende Cyrano de Bergerac con James McAvoy e Il gabbiano con Emilia Clarke. Dopo la chiusura del teatro nel marzo 2020 a causa della Pandemia di COVID-19, il Playhouse Theatre è stato riaperto nel novembre 2021 con un revival di Cabaret con Eddie Redmayne e Jessie Buckley; per l'occasione il teatro ha subito un imponente restauro affinché la platea rispecchiasse l'atmosfera di un locale berlinese degli anni 30 ed è stato temporaneamente ribattezzato "Kit Kat Club".